# Euplanidae
Famille
Les Euplanidae sont une famille de vers plats marins, du sous-ordre des Acotylea et de l'ordre des Polycladida.

## Systématique
Le nom valide complet (avec auteur) de ce taxon est Euplanidae Marcus & Marcus, 1966.
Euplanidae a pour synonyme Diplopharyngeatidae.

## Liste des genres
Selon la base de données World Register of Marine Species (12 novembre 2023), la famille des Euplanidae regroupe les genres suivants :
- genre Aprostatum Bock, 1913
- genre Diplopharyngeata Plehn, 1896
- genre Euplana Girard, 1893
- genre Euplanina Sopott-Ehlers & Schmidt, 1975
- genre Euplanoida Faubel, 1983
- genre Namyhplana Brusa & Damborenea, 2013
- genre Paraprostatum Faubel & Sluys, 2007
- genre Semonia Plehn, 1896
- genre Taenioplana Hyman, 1944

Synonymes
- genre Conjuguterus Pearse, 1938, accepté comme Euplana Girard, 1893